# Paez (kommun i Colombia)
Paez är en kommun i Colombia.   Den ligger i departementet Cauca, i den centrala delen av landet, 300 km sydväst om huvudstaden Bogotá. Antalet invånare är 31 800.